# Episcythrastis
Episcythrastis é um gênero de mariposa pertencente à família Crambidae.